# Frankliniella ameliae
Frankliniella ameliae (лат.) — вид трипсов рода Frankliniella (Thripinae, Thysanoptera). Неотропика.

## Описание
Frankliniella ameliae принадлежит к группе сородичей, которые отличаются наличием скопления увеличенных вентральных фасеток сложного глаза. К ним относятся Frankliniella salviae Moulton, Frankliniella fulvipennis Moulton и Frankliniella lorena Mound and Marullo. Отличительные признаки: тело слегка затемнено, тергиты брюшка медиально темнее, передние крылья затенены, базально немного бледнее, бедра затенены, голени бледнее. Сложные глаза с 4-5 увеличенными переднемаргинальными и вентральными фасетками сложного глаза, почти в 2 раза превышающими диаметр остальных фасеток. Верхняя поверхность задних конечностей с микротрихиями. Тергит VIII брюшка заднемаргинальный гребень полный, микротрихии 8—12 мкм длиной.